# District de Mutarara
Le district de Mutarara est une subdivision administrative de la province de Tete au nord du Mozambique. En 2013, sa population est de 250 549 habitants.
Située près de la confluence de la Shire et du Zambèze, la zone est sujette aux inondations ; ce fut notamment le cas en 1978, 2001, 2011, 2013…

## Source de la traduction
- (pt) Cet article est partiellement ou en totalité issu de l’article de Wikipédia en portugais intitulé « Mutarara (distrito) » (voir la liste des auteurs).